# Miroslav Krejčí (informatik)
Miroslav Krejčí (* 18. prosince 1979) je český informatik a manažer, v letech 2022 až 2024 ředitel organizace CERMAT.

## Život a kariéra
Narodil se v prosinci 1979. Po maturitě studoval v letech 1998 až 2005 na Elektrotechnické fakultě ČVUT a získal inženýrský titul. V roce 2005 začal pracovat na odboru informatiky a provozu informačních technologií Policejního prezidia. Poté na Policejním prezidiu působil na Ředitelství pro podporu výkonu služby. Dále byl během své kariéry projektovým manažerem v Nemocnici Na Homolce. V letech 2021 až 2022 působil na MŠMT jako informatik.
V září 2022 jej ministr školství Vladimír Balaš jmenoval do funkce ředitele CERMATu jako nástupce Michaely Kleňhové, přičemž v této souvislosti uvedl v říjnu 2022 deník Echo24, že Krejčí měl být v létě téhož roku zadržen a vyšetřován GIBS. V říjnu 2024 uvedl, že na funkci ředitele CERMATu k 1. listopadu téhož roku rezignuje, a to kvůli neshodám se zaměstnanci centra. Ve funkci jej nahradila Barbora Rosůlková, nicméně Krejčí na MŠMT zůstal pracovat i nadále jako architekt informačních systémů.
Má nejméně jedno dítě, syna Ondřeje.

### Politické působení
V červnu 2025 se stal poradcem strany Motoristé sobě pro oblast školství, přičemž později téhož měsíce se navíc stal lídrem strany ve sněmovních volbách v roce 2025 v Jihočeském kraji. Sám uvedl, že by v případě úspěchu ve volbách rád zastával funkci ministra školství. V souvislosti se svým politickým angažmá pak uvedl, že CERMAT, který po dva roky sám vedl, by měl být dle jeho názoru zrušen.